# Kopaniny (Zawiercie)
Pour les articles homonymes, voir Kopaniny.
Kopaniny est une localité polonaise de la gmina de Włodowice, située dans le powiat de Zawiercie en voïvodie de Silésie.